# Băbăița
Băbăița es una comuna ubicada en el distrito de Teleorman, Rumania.

## Superficie
Posee una superficie de 54,58 kilómetros cuadrados.

## Demografía
Hasta 2021 la población era de 2629 habitantes, con una densidad de población de 48,17 habitantes por kilómetro cuadrado.